# Campionat del Món de motociclisme de 1960
La temporada de 1960 del Campionat del món de motociclisme fou la 12a edició d'aquest campionat, organitzat per la FIM. Amb l'absència continuada dels fabricants italians que havien signat el pacte d'abstenció, així com dels britànics, era previsible que MV Agusta, que havia mantingut els pilots de l'any anterior, dominés el campionat. Les classificacions van ser pràcticament idèntiques a les de la temporada anterior: John Surtees va fer el doblet als 350cc i 500cc i Carlo Ubbiali als 125cc i 250cc. Per tercera vegada consecutiva, MV Agusta va guanyar tots els títols de constructors tret del de sidecars.
Durant aquella temporada, hi va haver un major esforç en l'activitat esportiva per part d'Honda i van debutar al campionat dos fabricants japonesos més: Suzuki i Yamaha. Entre els altres debutants hi havia Aermacchi, que acabava de signar un acord amb Harley-Davidson.
En acabar la temporada es va produir la retirada dels campions del món d'aquell any: Ubbiali es va retirar després d'haver obtingut un total de 9 títols mundials al llarg de la seva carrera i Surtees, que n'havia obtingut 7, va decidir centrar-se en l'automobilisme després d'haver participat ja en algunes curses de Fórmula 1 aquell mateix any.

## Campions del món
Pilots
| 125cc         | 250cc         | 350cc        | 500cc        |
| ------------- | ------------- | ------------ | ------------ |
| Carlo Ubbiali | Carlo Ubbiali | John Surtees | John Surtees |

Constructors
| 125cc     | 250cc     | 350cc     | 500cc     |
| --------- | --------- | --------- | --------- |
| MV Agusta | MV Agusta | MV Agusta | MV Agusta |

Sidecars
| Pilot / Passatger               | Constructor |
| ------------------------------- | ----------- |
| Helmut Fath / Alfred Wohlgemuth | BMW         |

## Grans Premis

### Sistema de puntuació
Barem de puntuació de 1950 a 1968:
| Posició | 1 | 2 | 3 | 4 | 5 | 6 |
| Punts   | 8 | 6 | 4 | 3 | 2 | 1 |

Resultats comptabilitzats:
- A totes les categories (125cc, 250cc, 350cc, 500cc i Sidecars), es comptaven només els quatre millors resultats.

### Calendari
| Cursa | Data           | Gran Premi                | Circuit           |
| ----- | -------------- | ------------------------- | ----------------- |
| 1     | 22 de maig     | Gran Premi de França      | Clermont-Ferrand  |
| 2     | 17 de juny     | IOM TT                    | Snaefell Mountain |
| 3     | 25 de juny     | Dutch TT                  | Assen             |
| 4     | 3 de juliol    | Gran Premi de Bèlgica     | Spa-Francorchamps |
| 5     | 24 de juliol   | Gran Premi d'Alemanya     | Solitude          |
| 7     | 6 d'agost      | Gran Premi de l'Ulster    | Dundrod           |
| 8     | 11 de setembre | Gran Premi de les Nacions | Monza             |

### Guanyadors
| Cursa | Gran Premi        | 125cc         | 250cc         | 350cc        | 500cc        | Resultats |
| ----- | ----------------- | ------------- | ------------- | ------------ | ------------ | --------- |
| 1     | GP de França      |               |               | Gary Hocking | John Surtees | Resultat  |
| 2     | IOM TT            | Carlo Ubbiali | Gary Hocking  | John Hartle  | John Surtees | Resultat  |
| 3     | Dutch TT          | Carlo Ubbiali | Carlo Ubbiali | John Surtees | Remo Venturi | Resultat  |
| 4     | GP de Bèlgica     | Ernst Degner  | Carlo Ubbiali |              | John Surtees | Resultat  |
| 5     | GP d'Alemanya     |               | Gary Hocking  |              | John Surtees | Resultat  |
| 7     | GP de l'Ulster    | Carlo Ubbiali | Carlo Ubbiali | John Surtees | John Hartle  | Resultat  |
| 8     | GP de les Nacions | Carlo Ubbiali | Carlo Ubbiali | Gary Hocking | John Surtees | Resultat  |

### Accidents mortals
- Peter Ferbrache es va morir arran d'un accident a la cursa de 350cc del Dutch TT.[1]
- Bob Brown es va morir arran d'un accident durant els entrenaments de la cursa de 250cc del Gran Premi d'Alemanya.[1]

## Classificació dels pilots

### 500 cc
| Pos | Pilot                 | Moto               | FRA · | IOM · | NED · | BEL · | GER · | ULS · | NAT · | Pts |
| --- | --------------------- | ------------------ | ----- | ----- | ----- | ----- | ----- | ----- | ----- | --- |
| 1   | John Surtees          | MV Agusta          | 1     | 1     | Ret   | 1     | 1     | 2     | 1     | 32  |
| 2   | Remo Venturi          | MV Agusta          | 2     |       | 1     | 2     | 2     |       | Ret   | 26  |
| 3   | John Hartle           | MV Agusta / Norton |       | 2     | Ret   | 8     |       | 1     | 5     | 16  |
| 4   | Bob Brown             | Norton             | 3     | 6     | 2     | 3     |       |       |       | 15  |
| =   | Emilio Mendogni       | MV Agusta          |       |       | 3     | 6     | 3     |       | 2     | 15  |
| 6   | Mike Hailwood         | Norton             |       | 3     | 5     | 4     |       | Ret   | 3     | 13  |
| 7   | Paddy Driver          | Norton             | 4     | 9     | 4     | Ret   | 7     | Ret   | 4     | 9   |
| 8   | Dickie Dale           | Norton             |       | 5     | 6     | 12    | 4     | 7     | 9     | 6   |
| 9   | Jim Redman            | Norton             |       | 15    |       | 5     | Ret   | 5     | 6     | 5   |
| 10  | Alan Shepherd         | Matchless          |       | Ret   |       |       |       | 3     |       | 4   |
| 11  | Tom Phillis           | Norton             |       | 4     |       |       |       | 6     |       | 4   |
| 12  | Ralph Rensen          | Norton             |       | 10    |       |       |       | 4     |       | 3   |
| 13  | John Hempleman        | Norton             | 9     |       |       | 7     | 5     |       |       | 2   |
| 14  | Ladislaus Richter     | Norton             | 5     | Ret   |       | Ret   | Ret   |       |       | 2   |
| 15  | Fumio Ito             | BMW                | 6     |       | 10    | 10    |       |       |       | 1   |
| 16  | Rudolf Gläser         | Norton             |       |       | Ret   | 15    | 6     |       | Ret   | 1   |
| 17  | Hugh Anderson         | Norton             | 7     | Ret   |       |       |       | Ret   | 7     | 0   |
| 18  | Frank Perris          | Norton             |       |       | 7     | Ret   |       | Ret   |       | 0   |
| 19  | Tony Godfrey          | Norton             |       | 7     |       |       |       |       |       | 0   |
| 20  | Jack Findlay          | Norton             |       |       | 11    | Ret   | 12    | 13    | 8     | 0   |
| 21  | Hans-Günter Jäger     | BMW                | 11    |       | Ret   | 16    | 8     |       | Ret   | 0   |
| 22  | Robert Weston         | Norton             | 8     |       | Ret   | 14    |       |       |       | 0   |
| 23  | Bob Anderson          | Norton             |       | 8     | Ret   | Ret   |       | Ret   | Ret   | 0   |
| 24  | Ron Miles             | Norton             |       |       | 8     | Ret   |       | Ret   |       | 0   |
| 25  | Bruce Daniels         | Norton             |       |       |       |       |       | 8     |       | 0   |
| 26  | Bertie Schneider      | Norton             |       | Ret   | Ret   | 9     | 9     |       |       | 0   |
| 27  | Steve Murray          | Matchless          |       | 28    |       |       |       | 9     |       | 0   |
| 28  | Ernst Hiller          | BMW                |       |       | 9     |       |       |       |       | 0   |
| 29  | Jacques Insermini     | Norton             | 10    |       |       | 13    | 10    | Ret   | 10    | 0   |
| 30  | Peter Middleton       | Norton             |       | 14    |       |       |       | 10    |       | 0   |
| 31  | Lothar John           | BMW                | 13    |       |       |       | 17    |       | 11    | 0   |
| 32  | Peter Pawson          | Norton             |       | Ret   |       | 11    |       | Ret   |       | 0   |
| 33  | Alois Huber           | BMW                |       |       |       |       | 11    |       |       | 0   |
| =   | John Lewis            | Norton             |       | 11    |       |       |       |       |       | 0   |
| =   | George Purvis         | Matchless          |       |       |       |       |       | 11    |       | 0   |
| 36  | Jannie Stander        | Norton             | 12    | 27    |       |       |       |       |       | 0   |
| 37  | Heinz Kauert          | Matchless          |       |       |       |       | Ret   |       | 12    | 0   |
| 38  | Anton Elbersen        | BMW                |       |       | 12    |       |       |       |       | 0   |
| =   | Richard Ingram        | Norton             |       | 12    |       |       |       |       |       | 0   |
| =   | Ray Spence            | Norton             |       |       |       |       |       | 12    |       | 0   |
| 41  | Allen Krupa           | Norton             |       | 34    |       |       | 13    |       |       | 0   |
| 42  | Bill Smith            | Matchless          |       | 13    |       |       |       |       |       | 0   |
| =   | Vasco Loro            | Norton             |       |       |       |       |       |       | 13    | 0   |
| 44  | Raymond Bogaerdt      | Norton             |       |       | Ret   | 17    | 14    |       |       | 0   |
| 45  | Jean-Pierre Bayle     | Norton             | 14    |       |       | Ret   | Ret   |       |       | 0   |
| 46  | Vernon Cottle         | Norton             |       | Ret   |       |       |       | 14    |       | 0   |
| 47  | Eddie Crooks          | Norton             |       | Ret   |       |       |       | 15    |       | 0   |
| =   | Raymond Hanset        | Norton             |       |       |       | Ret   | 15    |       |       | 0   |
| =   | Fritz Kläger          | Horex              | 15    |       |       |       | Ret   |       |       | 0   |
| 50  | Jack Bullock          | Matchless          |       | 16    |       |       |       | 21    |       | 0   |
| 51  | Antoine Paba          | Norton             | 16    |       |       |       |       |       |       | 0   |
| =   | Tommy Holmes          | Norton             |       |       |       |       |       | 16    |       | 0   |
| =   | Walter Scheimann      | Norton             |       |       |       |       | 16    |       |       | 0   |
| 54  | Sid Mizen             | Matchless          |       | 17    |       |       |       |       |       | 0   |
| =   | Trevor Pound          | Norton             |       |       |       |       |       | 17    |       | 0   |
| =   | Schmidt               | Norton             | 17    |       |       |       |       |       |       | 0   |
| 57  | Derek Powell          | Matchless / Norton |       | 18    |       |       |       | 18    |       | 0   |
| 58  | Fritz Meyer           | BMW                |       |       |       |       | 18    |       |       | 0   |
| =   | Troncarelli           | Norton             | 18    |       |       |       |       |       |       | 0   |
| 60  | George Catlin         | Matchless          |       | 19    |       |       |       |       |       | 0   |
| =   | Sven-Olov Gunnarsson  | Norton             |       |       |       |       |       | 19    |       | 0   |
| =   | Karl Recktenwald      | Norton             |       |       |       |       | 19    |       |       | 0   |
| 63  | Billy McCosh          | AJS                |       | 32    |       |       |       | 20    |       | 0   |
| 64  | Terry Shepherd        | Norton             |       | 20    |       |       |       | Ret   |       | 0   |
| 65  | Fred Stevens          | Norton             |       | 21    |       |       |       |       |       | 0   |
| 66  | Don Chapman           | Norton             |       | 22    |       |       |       |       |       | 0   |
| =   | Richard Creith        | BSA                |       |       |       |       |       | 22    |       | 0   |
| 68  | Jack Brett            | Norton             |       | 23    |       |       |       |       |       | 0   |
| =   | Martin Brosnan        | Norton             |       |       |       |       |       | 23    |       | 0   |
| 70  | Alf Shaw              | Norton             |       | 36    |       |       |       | 24    |       | 0   |
| 71  | Bob Rowbottom         | Norton             |       | 24    |       |       |       |       |       | 0   |
| 72  | Frank Gordon          | Matchless          |       |       |       |       |       | 25    |       | 0   |
| =   | John Hurlstone        | Norton             |       | 25    |       |       |       |       |       | 0   |
| 74  | William Roberton      | Norton             |       |       |       |       |       | 26    |       | 0   |
| =   | Derek Russell         | Norton             |       | 26    |       |       |       |       |       | 0   |
| 76  | Ernie Oliver          | Norton             |       |       |       |       |       | 27    |       | 0   |
| 77  | Robert McCraken       | Norton             |       |       |       |       |       | 28    |       | 0   |
| 78  | Alberto Pagani        | Norton             |       | 29    |       |       |       |       |       | 0   |
| =   | Jack Redmond          | Norton             |       |       |       |       |       | 29    |       | 0   |
| 80  | Harry Grant           | Norton             |       | 30    |       |       |       |       |       | 0   |
| =   | Jack Shannon          | BSA                |       |       |       |       |       | 30    |       | 0   |
| 82  | Owen Greenwood        | Triumph            |       | 31    |       |       |       |       |       | 0   |
| 83  | Ronald Cousins        | Norton             |       | 33    |       |       |       |       |       | 0   |
| 84  | Bill Beevers          | Norton             |       | 35    |       |       |       |       |       | 0   |
| 85  | Albert Moule          | Norton             |       | 37    |       |       |       |       |       | 0   |
| 86  | Patrick Manning       | Norton             |       | 38    |       |       |       |       |       | 0   |
| 87  | Joe Glazebrook        | Norton             |       | 39    |       |       |       |       |       | 0   |
| 88  | G. Northwood          | Norton             |       | 40    |       |       |       |       |       | 0   |
| -   | John Simmonds         | Matchless          |       | NC    |       |       |       |       |       | 0   |
| -   | Dave Wildman          | Norton             |       | NC    |       |       |       |       |       | 0   |
| -   | Alan Trow             | Norton             |       | Ret   |       | Ret   |       | Ret   |       | 0   |
| -   | Bob McIntyre          | Norton             |       | Ret   |       |       |       | Ret   |       | 0   |
| -   | Bill Prowting         | AJS / Norton       |       | Ret   |       |       |       | Ret   |       | 0   |
| -   | Tom Thorp             | Matchless          |       | Ret   |       |       |       | Ret   |       | 0   |
| -   | Martinus van Son      | Norton             |       |       |       |       | Ret   |       | Ret   | 0   |
| -   | Chris Anderson        | Norton             |       |       |       |       |       | Ret   |       | 0   |
| -   | J. Beckett            | Norton             |       | Ret   |       |       |       |       |       | 0   |
| -   | Monty Buxton          | Norton             |       | Ret   |       |       |       |       |       | 0   |
| -   | Paolo Campanelli      | Norton             |       |       |       |       |       |       | Ret   | 0   |
| -   | Geoff Canning         | BSA                |       |       |       |       |       | Ret   |       | 0   |
| -   | Roly Capner           | BSA                |       | Ret   |       |       |       |       |       | 0   |
| -   | Bror-Erland Carlsson  | Matchless          |       |       |       |       |       | Ret   |       | 0   |
| -   | Evert Carlsson        | BMW                |       |       |       |       | Ret   |       |       | 0   |
| -   | Louis Carr            | Matchless          |       | Ret   |       |       |       |       |       | 0   |
| -   | Derek Chatterton      | Matchless          |       | Ret   |       |       |       |       |       | 0   |
| -   | Artemio Cirelli       | Gilera             |       |       |       |       |       |       | Ret   | 0   |
| -   | Sam Cooper            | Norton             |       | Ret   |       |       |       |       |       | 0   |
| -   | Davy Crawford         | Norton             |       |       |       |       |       | Ret   |       | 0   |
| -   | Giuseppe Dardanello   | Norton             |       |       |       |       |       |       | Ret   | 0   |
| -   | Graham Downes         | Norton             |       | Ret   |       |       |       |       |       | 0   |
| -   | Mike Duff             | Norton             |       | Ret   |       |       |       |       |       | 0   |
| -   | Holger Ekstrom        | Norton             |       | Ret   |       |       |       |       |       | 0   |
| -   | Frans Fagerstrom      | Matchless          |       | Ret   |       |       |       |       |       | 0   |
| -   | Ray Fay               | Matchless          |       | Ret   |       |       |       |       |       | 0   |
| -   | Hans-Siegfried Gläser | Norton             |       |       |       |       | Ret   |       |       | 0   |
| -   | Klaus Hamelmann       | Münch              |       |       |       |       | Ret   |       |       | 0   |
| -   | Andreas Klaus         | Norton             |       |       |       |       | Ret   |       |       | 0   |
| -   | Den Jarman            | Matchless          |       | Ret   |       |       |       |       |       | 0   |
| -   | Giuseppe Mantelli     | Gilera             |       |       |       |       |       |       | Ret   | 0   |
| -   | Emanuele Maugliani    | Gilera             |       |       |       |       |       |       | Ret   | 0   |
| -   | Alfredo Milani        | Gilera             |       |       |       |       |       |       | Ret   | 0   |
| -   | Derek Minter          | Norton             |       | Ret   |       |       |       |       |       | 0   |
| -   | Laurence Povey        | BSA                |       | Ret   |       |       |       |       |       | 0   |
| -   | Gijs Oosterbaan       | Norton             |       |       |       |       | Ret   |       |       | 0   |
| -   | Llowelyn Ranson       | Norton             |       | Ret   |       |       |       |       |       | 0   |
| -   | Harold Riley          | Norton             |       | Ret   |       |       |       |       |       | 0   |
| -   | Bill Robertson        | Norton             |       | Ret   |       |       |       |       |       | 0   |
| -   | Tommy Robinson        | Norton             |       |       |       |       | Ret   |       |       | 0   |
| -   | Renzo Rossi           | Gilera             |       |       |       |       |       |       | Ret   | 0   |
| -   | Graham Smith          | Norton             |       | Ret   |       |       |       |       |       | 0   |
| -   | William van Leeuwen   | Norton             |       |       | Ret   |       |       |       |       | 0   |
| -   | Joe Wright            | Norton             |       | Ret   |       |       |       |       |       | 0   |
| -   | Benedetto Zambotti    | Gilera             |       |       |       |       |       |       | Ret   | 0   |
| Pos | Pilot                 | Moto               | FRA · | IOM · | NED · | BEL · | GER · | ULS · | NAT · | Pts |

| Color   | Resultat                       |
| ------- | ------------------------------ |
| Or      | Guanyador                      |
| Argent  | 2n lloc                        |
| Bronze  | 3r lloc                        |
| Verd    | Va acabar sumant punts         |
| Blau    | Va acabar sense sumar punts    |
| Blau    | No classificat (NC)            |
| Porpra  | Es retirà (Ret o DNF)          |
| Vermell | No qualificat (NQ o DNQ)       |
| Vermell | No pre-qualificat (NPQ o DNPQ) |
| Negre   | Desqualificat (DSQ)            |
| Blanc   | No va començar (NVC o DNS)     |
| Blanc   | Abandonà (AB o WD)             |
| Blanc   | Retirat per lesió (LES)        |
| Blanc   | Cursa cancel·lada (C)          |
| Gris    | No va entrenar (NE o DNP)      |
| Gris    | No va arribar (NA o DNA)       |
| Gris    | Exclòs (EX)                    |

### 350 cc
| Posició | Pilot             | Moto               | Punts | Victòries |
| ------- | ----------------- | ------------------ | ----- | --------- |
| 1       | John Surtees      | MV Agusta          | 26    | 2         |
| 2       | Gary Hocking      | MV Agusta          | 22    | 2         |
| 3       | John Hartle       | MV Agusta / Norton | 18    | 1         |
| 4       | Frantisek Stastny | Jawa               | 12    | 0         |
| 5       | Bob Anderson      | Norton             | 9     | 0         |
| 6       | Bob Brown         | Norton             | 6     | 0         |
| 7       | Hugh Anderson     | AJS                | 5     | 0         |
| 8       | Dickie Dale       | Norton             | 5     | 0         |
| 9       | Paddy Driver      | Norton             | 5     | 0         |
| 10      | Bob McIntyre      | AJS                | 4     | 0         |
| 11      | Derek Minter      | Norton             | 3     | 0         |
| 12      | Ralph Rensen      | Norton             | 2     | 0         |
| 13      | Frank Perris      | Norton             | 1     | 0         |
| =       | John Hempleman    | Norton             | 1     | 0         |

### 250 cc
| Posició | Pilot               | Moto       | Punts | Victòries |
| ------- | ------------------- | ---------- | ----- | --------- |
| 1       | Carlo Ubbiali       | MV Agusta  | 32    | 4         |
| 2       | Gary Hocking        | MV Agusta  | 28    | 2         |
| 3       | Luigi Taveri        | MV Agusta  | 11    | 0         |
| 4       | Jim Redman          | Honda      | 10    | 0         |
| 5       | Mike Hailwood       | FB-Mondial | 8     | 0         |
| 6       | Tom Phillis         | Honda      | 6     | 0         |
| 7       | Kunimitsu Takahashi | Honda      | 6     | 0         |
| 8       | Ernst Degner        | MZ         | 5     | 0         |
| 9       | Tarquinio Provini   | Morini     | 4     | 0         |
| =       | Kenjiro Tanaka      | Honda      | 4     | 0         |
| 11      | Bob Brown           | Honda      | 3     | 0         |
| =       | John Hempleman      | MZ         | 3     | 0         |
| =       | Dickie Dale         | MZ         | 3     | 0         |
| 14      | Moto Kitano         | Honda      | 2     | 0         |
| =       | Alberto Pagani      | Aermacchi  | 2     | 0         |
| =       | Gilberto Milani     | Honda      | 2     | 0         |
| 17      | Naomi Taniguchi     | Honda      | 1     | 0         |
| =       | Günter Beer         | Adler      | 1     | 0         |
| =       | Yukio Satoh         | Honda      | 1     | 0         |

### 125 cc
| Posició | Pilot               | Moto      | Punts | Victòries |
| ------- | ------------------- | --------- | ----- | --------- |
| 1       | Carlo Ubbiali       | MV Agusta | 24    | 4         |
| 2       | Gary Hocking        | MV Agusta | 18    | 0         |
| 3       | Ernst Degner        | MZ        | 16    | 1         |
| 4       | Bruno Spaggiari     | MV Agusta | 12    | 0         |
| 5       | John Hempleman      | MZ        | 10    | 0         |
| 6       | Luigi Taveri        | MV Agusta | 6     | 0         |
| 7       | Jim Redman          | Honda     | 6     | 0         |
| 8       | Alberto Gandossi    | MZ        | 4     | 0         |
| 9       | Bob Anderson        | MZ        | 2     | 0         |
| 10      | Naomi Taniguchi     | Honda     | 1     | 0         |
| =       | Giichi Suzuki       | Honda     | 1     | 0         |
| =       | Mike Hailwood       | Ducati    | 1     | 0         |
| =       | Kunimitsu Takahashi | Honda     | 1     | 0         |